# حفظ گارد
حفظ گارد (فرانسوی: Jusqu'à la garde‎) یا حضانت فیلمی در ژانر درام به کارگردانی خاویر لگراند است که در سال ۲۰۱۷ منتشر شد. از بازیگران آن می‌توان به دنیس منشت و ژان-ماری وینلینگ اشاره کرد.